# Anna Dydyńska-Paszkowska
Anna Dydyńska-Paszkowska (ur. 17 września 1902 w Warszawie, zm. 16 września 1997 tamże) – harcerka, instruktorka, naczelniczka Głównej Kwatery Żeńskiej Związku Harcerstwa Polskiego, lekarz pediatra.

## Życiorys
Była córką lekarza neurologa Ludwika Dydyńskiego (1868–1944) i Wacławy z Frąckiewiczów (1878–1908). Ukończyła Prywatną Żeńską Szkołę im. Cecylii Plater-Zyberkówny w Warszawie a następnie uniwersytetu im. Stefana Batorego. Z harcerstwem związana od 1916 roku, w latach 1928–1931 Naczelniczka Głównej Kwatery Żeńskiej ZHP. Od 1938 roku pracowała w Szpitalu Miejskim w Toruniu. W 1940 roku zaprzysiężona do Związku Walki Zbrojnej pod ps. Marta. Aresztowana w Toruniu 2 lipca 1942 roku razem z mężem (zginął w Stutthofie), więziona w Toruniu, Gdańsku Wrzeszczu i Starogardzie Gdańskim, ostatecznie osadzona w Stutthofie. Po ewakuacji obozu i wyzwoleniu pracowała jako lekarz w szpitalu dla byłych więźniów w Malmö. Po powrocie do Polski w listopadzie 1945 roku zamieszkała i pracowała w Otwocku, najpierw jako lekarz w Domu Matki i Dziecka, a następnie w sanatorium przeciwgruźliczym dla dzieci. W latach 1948–1966 była pracownikiem naukowym Działu Dziecięcego Instytutu Gruźlicy oraz Instytutu Doskonalenia Kadr Lekarskich.
Spoczywa na cmentarzu w Otwocku.